# 小学馆漫画赏
小學館漫畫獎賞（日语：／ Shōgakukan Manga Shō）是全球歷史最悠久的漫畫獎，目前有兒童向部門、少年向部門、少女向部門、一般向部門。

## 概要
小學館漫畫獎賞於昭和30年（1955年）由小學館創立並每年主辦，逐漸樹立起權威的地位，一直都是日本漫畫界的年度盛事。小學館漫畫獎賞並非一開始就是四個類別，第二十一屆開始有一般向部門，第二十七屆設兒童向部門，到第二十九屆，四大部門才正式確立。第六十九屆（2023年）廢除部門的分別。
參選的作品必須在日本出版，每年一月一日後發表在雜誌、單行本或新聞上的漫畫作品，就有參選資格。到翌年的二月公布每個獎項的受獎名單。除了第六屆、第十二屆從缺外，每一年都頒獎，賞金各100萬日元。
2023年第69回舉辦時以「現在的漫畫已經超越世代與性別的類型，成為廣泛到各種類型都混雜在一起難以分割的一種文化」為由，宣布廢除部門分類。

## 四大部門
- 兒童向部門：以幼兒及小學生為主要對象的作品
- 少年向部門：以國高中為主要對象的少年漫畫
- 少女向部門：以國高中為主要對象的少女漫畫
- 一般向部門：以一般人〈青年或成人〉為主要對象的作品

## 歷屆得獎名單
| 第01回                                                       | 馬場登 《ブウタン》                                                      | 馬場登 《ブウタン》                                                      | 馬場登 《ブウタン》                                                      | 馬場登 《ブウタン》                                                      | 馬場登 《ブウタン》                                                      |
| 第02回                                                       | 石田英助 《おやまのかばちゃん》                                          | 石田英助 《おやまのかばちゃん》                                          | 石田英助 《おやまのかばちゃん》                                          | 石田英助 《おやまのかばちゃん》                                          | 石田英助 《おやまのかばちゃん》                                          |
| 第03回                                                       | 手塚治虫 《漫畫生物學》《小美子》                                        | 手塚治虫 《漫畫生物學》《小美子》                                        | 手塚治虫 《漫畫生物學》《小美子》                                        | 手塚治虫 《漫畫生物學》《小美子》                                        | 手塚治虫 《漫畫生物學》《小美子》                                        |
| 第04回                                                       | センバ太郎 《ちびくろさんぼ》《しあわせの王子》                          | センバ太郎 《ちびくろさんぼ》《しあわせの王子》                          | センバ太郎 《ちびくろさんぼ》《しあわせの王子》                          | センバ太郎 《ちびくろさんぼ》《しあわせの王子》                          | センバ太郎 《ちびくろさんぼ》《しあわせの王子》                          |
| 第05回                                                       | 太田じろう 《こりすのぼっこ》、上田俊子 《ぼんこちゃん》《フイチンさん》 | 太田じろう 《こりすのぼっこ》、上田俊子 《ぼんこちゃん》《フイチンさん》 | 太田じろう 《こりすのぼっこ》、上田俊子 《ぼんこちゃん》《フイチンさん》 | 太田じろう 《こりすのぼっこ》、上田俊子 《ぼんこちゃん》《フイチンさん》 | 太田じろう 《こりすのぼっこ》、上田俊子 《ぼんこちゃん》《フイチンさん》 |
| 第06回                                                       | 從缺                                                                     | 從缺                                                                     | 從缺                                                                     | 從缺                                                                     | 從缺                                                                     |
| 第07回                                                       | 秋玲二 《サイエンス君の世界旅行》                                        | 秋玲二 《サイエンス君の世界旅行》                                        | 秋玲二 《サイエンス君の世界旅行》                                        | 秋玲二 《サイエンス君の世界旅行》                                        | 秋玲二 《サイエンス君の世界旅行》                                        |
| 第08回                                                       | 藤子不二雄 《すすめロボケット》《てぶくろてっちゃん》                    | 藤子不二雄 《すすめロボケット》《てぶくろてっちゃん》                    | 藤子不二雄 《すすめロボケット》《てぶくろてっちゃん》                    | 藤子不二雄 《すすめロボケット》《てぶくろてっちゃん》                    | 藤子不二雄 《すすめロボケット》《てぶくろてっちゃん》                    |
| 第09回                                                       | 關谷ひさし 《ファイト先生》《ストップ！にいちゃん》                      | 關谷ひさし 《ファイト先生》《ストップ！にいちゃん》                      | 關谷ひさし 《ファイト先生》《ストップ！にいちゃん》                      | 關谷ひさし 《ファイト先生》《ストップ！にいちゃん》                      | 關谷ひさし 《ファイト先生》《ストップ！にいちゃん》                      |
| 第10回                                                       | 赤塚不二夫 《阿松》                                                      | 赤塚不二夫 《阿松》                                                      | 赤塚不二夫 《阿松》                                                      | 赤塚不二夫 《阿松》                                                      | 赤塚不二夫 《阿松》                                                      |
| 第11回                                                       | 前川かずお 《パキちゃんとガン太》                                        | 前川かずお 《パキちゃんとガン太》                                        | 前川かずお 《パキちゃんとガン太》                                        | 前川かずお 《パキちゃんとガン太》                                        | 前川かずお 《パキちゃんとガン太》                                        |
| 第12回                                                       | 從缺                                                                     | 從缺                                                                     | 從缺                                                                     | 從缺                                                                     | 從缺                                                                     |
| 第13回                                                       | 石森章太郎 《佐武與市甫物語》《俊》                                      | 石森章太郎 《佐武與市甫物語》《俊》                                      | 石森章太郎 《佐武與市甫物語》《俊》                                      | 石森章太郎 《佐武與市甫物語》《俊》                                      | 石森章太郎 《佐武與市甫物語》《俊》                                      |
| 第14回                                                       | 川崎登 《アニマル1》《いなかっぺ大将》                                   | 川崎登 《アニマル1》《いなかっぺ大将》                                   | 川崎登 《アニマル1》《いなかっぺ大将》                                   | 川崎登 《アニマル1》《いなかっぺ大将》                                   | 川崎登 《アニマル1》《いなかっぺ大将》                                   |
| 第15回                                                       | 水野英子 《Fire！》                                                      | 水野英子 《Fire！》                                                      | 水野英子 《Fire！》                                                      | 水野英子 《Fire！》                                                      | 水野英子 《Fire！》                                                      |
| 第16回                                                       | 秋龍山 《ギャグおじさん》《亲バカ天国》、渡邊雅子 《ガラスの城》         | 秋龍山 《ギャグおじさん》《亲バカ天国》、渡邊雅子 《ガラスの城》         | 秋龍山 《ギャグおじさん》《亲バカ天国》、渡邊雅子 《ガラスの城》         | 秋龍山 《ギャグおじさん》《亲バカ天国》、渡邊雅子 《ガラスの城》         | 秋龍山 《ギャグおじさん》《亲バカ天国》、渡邊雅子 《ガラスの城》         |
| 第17回                                                       | 永島慎二 《花いちもんめ》、吉田龍夫 《みなしごハッチ》                   | 永島慎二 《花いちもんめ》、吉田龍夫 《みなしごハッチ》                   | 永島慎二 《花いちもんめ》、吉田龍夫 《みなしごハッチ》                   | 永島慎二 《花いちもんめ》、吉田龍夫 《みなしごハッチ》                   | 永島慎二 《花いちもんめ》、吉田龍夫 《みなしごハッチ》                   |
| 第18回                                                       | あすなひろし 《とうちゃんのかわいいおヨメさん》                          | あすなひろし 《とうちゃんのかわいいおヨメさん》                          | あすなひろし 《とうちゃんのかわいいおヨメさん》                          | あすなひろし 《とうちゃんのかわいいおヨメさん》                          | あすなひろし 《とうちゃんのかわいいおヨメさん》                          |
| 第19回                                                       | 水島新司 《男子漢的甲子園》《出刃與棒球》                                | 水島新司 《男子漢的甲子園》《出刃與棒球》                                | 水島新司 《男子漢的甲子園》《出刃與棒球》                                | 水島新司 《男子漢的甲子園》《出刃與棒球》                                | 水島新司 《男子漢的甲子園》《出刃與棒球》                                |
| 第20回                                                       | 楳圖一雄 《漂流教室》等                                                  | 楳圖一雄 《漂流教室》等                                                  | 楳圖一雄 《漂流教室》等                                                  | 楳圖一雄 《漂流教室》等                                                  | 楳圖一雄 《漂流教室》等                                                  |
| 分為「少年少女部門」和「青年一般部門」兩部門                 |                                                                          |                                                                          |                                                                          |                                                                          |                                                                          |
|                                                              | 少年少女部門                                                             | 少年少女部門                                                             | 青年一般部門                                                             | 青年一般部門                                                             | 備注                                                                     |
| 第21回                                                       | 萩尾望都 《波族傳奇》《第11人》                                          | 萩尾望都 《波族傳奇》《第11人》                                          | 齊藤隆夫 《哥爾哥13》〈另譯：骷髏13〉                                    | 齊藤隆夫 《哥爾哥13》〈另譯：骷髏13〉                                    |                                                                          |
| 第22回                                                       | 小山由 《元氣拳王》                                                      | 小山由 《元氣拳王》                                                      | 水島新司 《阿浦先生》                                                    | 水島新司 《阿浦先生》                                                    |                                                                          |
| 第22回                                                       | ちばあきお 《キャプテン》《プレイボール》                                |                                                                          | 水島新司 《阿浦先生》                                                    | 水島新司 《阿浦先生》                                                    |                                                                          |
| 第23回                                                       | 松本零士 《銀河鐵道999》                                                 | 松本零士 《銀河鐵道999》                                                 | 千葉徹彌 《大個子》                                                      | 千葉徹彌 《大個子》                                                      |                                                                          |
| 第24回                                                       | 古谷三敏《不行啊，爸爸！》                                               | 古谷三敏《不行啊，爸爸！》                                               | 喬治秋山 《浮浪雲》                                                      | 喬治秋山 《浮浪雲》                                                      |                                                                          |
| 第25回                                                       | 竹宮惠子 《奔向地球》 《風與木之詩》                                     | 竹宮惠子 《奔向地球》 《風與木之詩》                                     | 青柳裕介 《鮪魚土左船》                                                  | 青柳裕介 《鮪魚土左船》                                                  |                                                                          |
| 第26回                                                       | 高橋留美子《福星小子》                                                   | 高橋留美子《福星小子》                                                   | 長谷川法世 《純情博多子》《がんがらがん》                                | 長谷川法世 《純情博多子》《がんがらがん》                                |                                                                          |
| 第26回                                                       | 高橋留美子《福星小子》                                                   | 高橋留美子《福星小子》                                                   | はるき悅巳 《じゃりん子チエ》                                            |                                                                          |                                                                          |
| 設立「兒童部門」                                             |                                                                          |                                                                          |                                                                          |                                                                          |                                                                          |
|                                                              | 兒童部門                                                                 | 少年少女部門                                                             | 少年少女部門                                                             | 青年一般部門                                                             | 特別賞                                                                   |
| 第27回                                                       | 藤子不二雄 《哆啦A夢》                                                   | 鳥山明 《IQ博士》                                                        | 鳥山明 《IQ博士》                                                        | 西岸良平 《三丁目的夕日》                                                | 原作活動特別賞：小池一夫 《魔像》                                        |
| 第28回                                                       | すがやみつる 《電子神童》、《こんにちはマイコン》                        | 安達充 《美雪、美雪》、《Touch》                                         | 安達充 《美雪、美雪》、《Touch》                                         | 山崎十三・北見けんいち 《釣魚迷日誌》                                    |                                                                          |
| 「少年部門」和「少女部門」正式確立，四大部門齊備             |                                                                          |                                                                          |                                                                          |                                                                          |                                                                          |
|                                                              | 兒童部門                                                                 | 少年部門                                                                 | 少女部門                                                                 | 青年一般部門                                                             | 審查委員特別賞                                                           |
| 第29回                                                       | 立入晴子 《パンク・ポンク》                                              | 村上紀香 《六三四之劍》〈另名：劍擊小精靈〉                              | 吉田秋生 《吉祥天女》《比河更長更舒緩》                                  | 手塚治虫 《向阳之树》                                                    |                                                                          |
| 第30回                                                       | 島田中井《筋肉人》                                                       | 新谷薰 《雙鷹》《基地88》                                                | 木原敏江 《惡魔夢碑》                                                    | 矢島正雄‧弘兼憲史 《人間交叉點》                                         |                                                                          |
| 第31回                                                       | 室山真弓 《鹹蛋ㄚ頭》                                                    | 尾瀨朗 《初恋スキャンダル》 《とべ！人类》                               | 川原由美子 《前略・ミルクハウス》                                        | 岩重孝 《無敵柔道王》                                                    |                                                                          |
| 第32回                                                       | ながいのりあき 《がんばれ！ キッカーズ》                                 | 高橋義廣 《銀牙傳說》                                                    | 篠原千繪 《魔影紫光》                                                    | 雁屋哲‧花喋昭 《美味大挑戰》                                             |                                                                          |
| 第33回                                                       | のむらしんぼ 《つるピカハゲ丸》                                          | 原秀則 《好球旋風兒》《冬物語》                                          | 惣領冬實 《神采飛揚》                                                    | 石森章太郎 《HOTEL 大飯店》《日本經濟入門》                              |                                                                          |
| 第34回                                                       | 小林善紀 《おぼっちゃまくん》                                            | 石度治 《B‧B》                                                           | 岡野玲子 《摩登和尚》                                                    | 牧美也子 《源氏物語》                                                    |                                                                          |
| 第35回                                                       | 上原希美子《瑪麗》系列                                                   | なかいま强 《うっちゃれ五所瓦》                                          | 榛野奈奈惠 《PaPa told me》                                              | 浦澤直樹 《YAWARA!（以柔克剛）》                                         |                                                                          |
| 第36回                                                       | MOO‧念平 《頑皮鬼阿超！男吾》                                            | 结城正美《機動警察》                                                     | 細川智榮子 《尼羅河的女兒》〈另譯：王家的紋章〉                          | 六田登 《F 極速悍將》                                                    |                                                                          |
| 第36回                                                       | MOO‧念平 《頑皮鬼阿超！男吾》                                            | 结城正美《機動警察》                                                     | 渡邊多惠子 《雙星有約》                                                  | 六田登 《F 極速悍將》                                                    |                                                                          |
| 第37回                                                       | 越田哲弘 《鬥球兒彈平》                                                  | 藤田和日郎 《潮與虎》〈另譯：魔力小馬〉                                  | 藤田和子 《長腿妹妹》                                                    | 柴門文 《家族的餐桌》《愛情白皮書》                                      | 谷口次郎 《Feed the Dog 犬飼》                                           |
| 第38回                                                       | 青山剛昌 《城市風雲兒》                                                  | 椎名高志 《GS美神極樂大作戰》                                            | 田村由美 《BASARA 婆娑羅》                                               | 新井英樹 《宮本先生》                                                    |                                                                          |
| 第38回                                                       | 青山剛昌 《城市風雲兒》                                                  | 椎名高志 《GS美神極樂大作戰》                                            | 田村由美 《BASARA 婆娑羅》                                               | 一丸 《女將》                                                            |                                                                          |
| 第39回                                                       | 赤石路代 《溜冰娃娃》                                                    | 冨樫義博 《幽遊白書》                                                    | 吉村明美 《薔薇之戀》                                                    | 坂田信弘‧かざま鋭二 《風之大地》                                         |                                                                          |
| 第40回                                                       | 穴久保幸作 《我是男子漢》                                                | 井上雄彥 《灌籃高手》                                                    | 羅川真里茂 《天才寶貝》                                                  | 森秀樹 《墨攻》                                                          |                                                                          |
| 第41回                                                       | 小野繪里子 《山田小蜜子》                                                | 滿田拓也 《棒球大聯盟》                                                  | 神尾葉子 《流星花園》                                                    | 細野不二彥 《真相之眼》〈另譯：王牌鑑定人〉《KO太郎》                    |                                                                          |
| 第41回                                                       | 小野繪里子 《山田小蜜子》                                                | 滿田拓也 《棒球大聯盟》                                                  | 神尾葉子 《流星花園》                                                    | 村上紀香 《龍》                                                          |                                                                          |
| 第42回                                                       | つの丸 《みどりのマキバオー》                                            | 曾田正人 《火線先鋒大吾》                                                | 齊藤千穗 《花音》                                                        | 能條純一 《月下棋士》                                                    |                                                                          |
| 第43回                                                       | いがらし みきお 《忍ペンまん丸》                                         | 森末慎二・菊田洋之 《奧運高手》                                          | 渡瀨悠宇 《夢幻天女》                                                    | 小山由《あずみ》                                                         |                                                                          |
| 第44回                                                       | 新井清子 《天使口紅》                                                    | 皆川亮二 《ARMS神臂》                                                    | 從缺                                                                     | 倉田芳美‧安部善太 《AJI-ICHIMON-ME》〈另譯：美味第一〉                   |                                                                          |
| 第45回                                                       | 永壽泰成 《外星人田中太郎》                                              | 河合克敏 《馳風！競艇王》                                                | 育江綾 《蔷薇色的明天》                                                  | 從缺                                                                     | 日暮修一 《Big Comic》封面插圖                                           |
| 第45回                                                       | 永壽泰成 《外星人田中太郎》                                              | 堀田由美‧小畑健 《棋魂》〈另譯：棋靈王〉                                 | 育江綾 《蔷薇色的明天》                                                  | 從缺                                                                     | 村松誠 《Big Comic》原創封面插圖                                         |
| 第46回                                                       | 島袋光年 《世紀末領袖傳》                                                | 青山剛昌 《名偵探柯南》                                                  | 篠原千繪 《闇河魅影》〈另譯：赤河戀影〉                                  | 浦澤直樹 《MONSTER》〈另譯：怪物、魔剎〉                                 |                                                                          |
| 第46回                                                       | 島袋光年 《世紀末領袖傳》                                                | 西森博之 《魯莽天使》                                                    | 篠原千繪 《闇河魅影》〈另譯：赤河戀影〉                                  | 浦澤直樹 《MONSTER》〈另譯：怪物、魔剎〉                                 |                                                                          |
| 第47回                                                       | 龍山沙由里 《狗狗的小鎮日記》                                            | 高橋留美子 《犬夜叉》                                                    | 清水玲子 《輝夜姬》                                                      | 武論尊、池上遼一 《HEAT -灼熱-》〈另譯：盜火線〉                         | 黑鐵弘 《赤兵衛》                                                        |
| 第47回                                                       | 龍山沙由里 《狗狗的小鎮日記》                                            | 高橋留美子 《犬夜叉》                                                    | 吉田秋生 《YASHA -夜叉-》                                                | 武論尊、池上遼一 《HEAT -灼熱-》〈另譯：盜火線〉                         | 黑鐵弘 《赤兵衛》                                                        |
| 第48回                                                       | 樫本學《貯金大冒險》                                                     | 雷句誠 《魔法少年賈修》                                                  | 矢澤愛 《NANA》                                                          | 浦澤直樹 《20世紀少年》                                                  |                                                                          |
| 第48回                                                       | 樫本學《貯金大冒險》                                                     | 雷句誠 《魔法少年賈修》                                                  | 渡邊多惠子 《光之風》                                                    | 浦澤直樹 《20世紀少年》                                                  |                                                                          |
| 「青年一般部門」改名「一般向部門」，其他部門名稱加入「向」字 |                                                                          |                                                                          |                                                                          |                                                                          |                                                                          |
|                                                              | 兒童向部門                                                               | 少年向部門                                                               | 少女向部門                                                               | 一般向部門                                                               | 審查委員特別賞                                                           |
| 第49回                                                       | 篠塚廣夢 《魔法咪路咪路》                                                | 荒川弘 《鋼之鍊金術師》                                                  | 中原亞矢 《戀愛情結》                                                    | 山田貴敏 《孤島診療所》                                                  |                                                                          |
| 第49回                                                       | 篠塚廣夢 《魔法咪路咪路》                                                | 橋口隆志 《烘焙王》                                                      | 中原亞矢 《戀愛情結》                                                    | 山田貴敏 《孤島診療所》                                                  |                                                                          |
| 第50回                                                       | 吉崎觀音 《KERORO軍曹》                                                  | 久保帶人 《BLEACH 死神》                                                 | 芦原妃名子 《砂時計》                                                    | 永井明‧乃木坂太郎 《醫龍》                                               | 齊藤隆夫 《哥爾哥13》〈另譯：骷髏13〉                                    |
| 第50回                                                       | 曾山一壽《絕對無命- 危險爺爺》〈另譯：走投無路危險爺爺〉                 | 久保帶人 《BLEACH 死神》                                                 | 小畑友紀《我們的存在》                                                   | 永井明‧乃木坂太郎 《醫龍》                                               | 秋本治《烏龍派出所》                                                     |
| 第51回                                                       | 前川涼 《動物橫町》                                                      | 藤崎聖人 《野性之聲 Wild Life》                                          | 和泉兼好 《戀妹思春期》                                                  | 安部讓二、柿崎正澄 《少年犯之七人》〈另譯：《少年犯罪檔案》〉            |                                                                          |
| 第51回                                                       | 前川涼 《動物橫町》                                                      | 藤崎聖人 《野性之聲 Wild Life》                                          | 和泉兼好 《戀妹思春期》                                                  | 川口開治 《太陽の黙示録》                                                |                                                                          |
| 第52回                                                       | 中原杏 《偶像宣言》                                                      | 田邊伊衛郎 《結界師》                                                    | 田村由美 《7SEEDS 幻海奇情》                                             | 井浦秀夫 《流氓律師》另譯：垃圾律師                                      | HOICHOI PRODUCTIONS 《気まぐれコンセプト》                               |
| 第53回                                                       | 村瀨範行 《衰仔擦膠》                                                    | 寺嶋裕二 《鑽石王牌》                                                    | 青木琴美 《我的初戀》                                                    | 黒丸、夏原武 《詐欺獵人》                                                |                                                                          |
| 第53回                                                       | 村瀨範行 《衰仔擦膠》                                                    | 寺嶋裕二 《鑽石王牌》                                                    | 青木琴美 《我的初戀》                                                    | 關家徹治 《料理新鮮人》                                                  |                                                                          |
| 第54回                                                       | 藪內優 《少女的秘密心事》                                                | 安達充 《Cross Game》                                                    | 櫻小路鹿乃子 《黑鳥戀人~BLACK BIRD~》                                    | 石塚真一 《岳》                                                          |                                                                          |
| 第55回                                                       | 永井裕二 《企鵝的問題》                                                  | 篠原健太 《SKET DANCE》                                                  | 岩本奈緒 《天狗的女兒》                                                  | 安倍夜郎 《深夜食堂》                                                    | 東寶株式會社                                                             |
| 第56回                                                       | 松本夏實 《夢色糕點師》                                                  | 佐佐木健 《高球王》                                                      | 吉永史 《大奧》                                                          | 小山宙哉 《宇宙兄弟》                                                    |                                                                          |
| 第56回                                                       | 松本夏實 《夢色糕點師》                                                  | 佐佐木健 《高球王》                                                      | 吉永史 《大奧》                                                          | 真鍋昌平 《吸血大耳窿》                                                  |                                                                          |
| 第57回                                                       | 薮野展也 《閃電十一人》                                                  | 石井步 《信长协奏曲》                                                    | 嶋木明子 《歌舞伎華之戀》                                                | 小玉由起 《坂道上的阿波罗》                                              |                                                                          |
| 第58回                                                       | 高橋英靖 《怪盜小丑》                                                    | 荒川弘 《銀之匙 Silver Spoon》                                           | 蘆原妃名子 《Piece～回憶的碎片～》                                       | 花澤健吾 《請叫我英雄》                                                  |                                                                          |
| 第59回                                                       | 石川惠美 《絕叫學級》                                                    | 大高忍 《》                                                              | 青木琴美 《她愛上了我的謊》                                              | 高橋のぼる 《土龍之歌》                                                  | 室山真弓 《鹹蛋丫頭》                                                    |
| 第60回                                                       | 小西紀行 《妖怪手表》                                                    | 田中基之 《國手少年夢》                                                  | 和泉兼好 《女王之花》                                                    | 小崎亞衣 《薙刀社青春日記》                                              |                                                                          |
| 第60回                                                       | 小西紀行 《妖怪手表》                                                    | 田中基之 《國手少年夢》                                                  | 和泉兼好 《女王之花》                                                    | 島本和彦 《青之焰》                                                      |                                                                          |
| 第61回                                                       | 吉もと誠 《ウソツキ！ゴクオーくん》                                      | 古館春一 《排球少年！！》                                                | 河原和音&或子 《俺物語！！》                                             | 吉田秋生 《海街diary》                                                   |                                                                          |
| 第61回                                                       | 吉もと誠 《ウソツキ！ゴクオーくん》                                      | 古館春一 《排球少年！！》                                                | 河原和音&或子 《俺物語！！》                                             | 松本大洋 《Sunny》                                                       |                                                                          |
| 第62回                                                       | 五十嵐薰 《我不要一個人》                                                | ONE 《路人超能100》                                                      | 椎名千花 《37.5℃的涙》                                                   | 石塚真一 《BLUE GIANT》                                                  | 高井研一郎                                                               |
| 第62回                                                       | 五十嵐薰 《我不要一個人》                                                | ONE 《路人超能100》                                                      | 椎名千花 《37.5℃的涙》                                                   | 松田奈緒子 《重版出來！》                                                | 高井研一郎                                                               |
| 第63回                                                       | 篠塚廣夢 《水嫩小嘰!!》                                                  | 白井カイウ&出水ぽすか 《約定的夢幻島》                                   | 咲坂伊緒 《交錯的想念》                                                  | 川口開治 《空母伊吹》                                                    |                                                                          |
| 第63回                                                       | 篠塚廣夢 《水嫩小嘰!!》                                                  | 白井カイウ&出水ぽすか 《約定的夢幻島》                                   | 咲坂伊緒 《交錯的想念》                                                  | 眉月啍 《愛在雨過天晴時》                                                |                                                                          |
| 第64回                                                       | 米田菜穗 《12歲。》                                                      | 稻垣理一郎&Boichi 《Dr.STONE 新石紀》                                    | 河原和音 《完美男友》                                                    | 柳本光晴 《響～成為小說家的方法～》                                      |                                                                          |
| 第64回                                                       | 米田菜穗 《12歲。》                                                      | 稻垣理一郎&Boichi 《Dr.STONE 新石紀》                                    | 河原和音 《完美男友》                                                    | 柏木晴子 《健康又有文化的最低限度生活》                                  |                                                                          |
| 第65回                                                       | 環方好美 《ねこ、はじめました》                                          | 小山愛子 《舞伎家的料理人》                                              | コナリミサト 《凪的新生活》                                              | 小林有吾 《アオアシ》                                                    | 藤子·F·不二雄製作公司                                                    |
| 第65回                                                       | 環方好美 《ねこ、はじめました》                                          | 小山愛子 《舞伎家的料理人》                                              | コナリミサト 《凪的新生活》                                              | 赤坂明 《輝夜姬想讓人告白～天才們的戀愛頭腦戰～》                        | 沢田ユキオ 《スーパーマリオくん》                                        |
| 第66回                                                       | 松本しげのぶ 《デュエル・マスターズ》                                    | 山本崇一朗 《擅長捉弄人的高木同學》                                      | 藤澤志月 《柚木家的四兄弟》                                              | 淺野一二O 《DEAD DEAD DEMON'S DEDEDEDE DESTRUCTION 惡魔的破壞》          |                                                                          |
| 第66回                                                       | みづほ梨乃 《ショコラの魔法》                                            | 藤本樹 《鏈鋸人》                                                        | 藤澤志月 《柚木家的四兄弟》                                              | 泰三子《秘密內幕～女警的反擊～》                                         |                                                                          |
| 第67回                                                       | 從缺                                                                     | オダトモヒト 《古见同学有交流障碍症》                                    | ひねくれ渡&或子 《被擦掉的初戀》                                         | 高瀨志帆 《二月的勝者》                                                  |                                                                          |
| 第67回                                                       | 從缺                                                                     | オダトモヒト 《古见同学有交流障碍症》                                    | ひねくれ渡&或子 《被擦掉的初戀》                                         | 田村由美 《勿說是推理》                                                  |                                                                          |
| 第68回                                                       | 黒崎みのり 《初×婚》                                                     | 琴山 《徹夜之歌》                                                        | をのひなお 《明天，我會成為誰的女友》                                    | つるまいかだ 《金牌得主》                                                |                                                                          |
| 第68回                                                       | 黒崎みのり 《初×婚》                                                     | 阿久井真 《藍色管弦樂》                                                  | をのひなお 《明天，我會成為誰的女友》                                    | つるまいかだ 《金牌得主》                                                |                                                                          |
| 廢除部門的分別                                               |                                                                          |                                                                          |                                                                          |                                                                          |                                                                          |
|                                                              | 得獎作品                                                                 |                                                                          |                                                                          |                                                                          |                                                                          |
| 第69回                                                       |                                                                          |                                                                          |                                                                          |                                                                          |                                                                          |
| 山田鐘人&阿部司《葬送的芙莉蓮》                              |                                                                          |                                                                          |                                                                          |                                                                          |                                                                          |
| 松井優征《擅長逃跑的殿下》                                   |                                                                          |                                                                          |                                                                          |                                                                          |                                                                          |
| 絹田村子《数字であそぼ。》                                   |                                                                          |                                                                          |                                                                          |                                                                          |                                                                          |
| 稻垣理一郎&池上辽一《一兆＄遊戲》                            |                                                                          |                                                                          |                                                                          |                                                                          |                                                                          |
| 第70回                                                       |                                                                          |                                                                          |                                                                          |                                                                          |                                                                          |
| 武藏野創《灼熱卡巴迪》                                       |                                                                          |                                                                          |                                                                          |                                                                          |                                                                          |
| 乃木坂太郎《夏目的結婚對象》                                 |                                                                          |                                                                          |                                                                          |                                                                          |                                                                          |
| 豐田實《畫完這個再去死》                                     |                                                                          |                                                                          |                                                                          |                                                                          |                                                                          |
| まえだくん《噗妮露是可愛史萊姆》                             |                                                                          |                                                                          |                                                                          |                                                                          |                                                                          |

## 外部連結
- （日語）官方網站 （页面存档备份，存于）
- （日語）